# St. Cosmas und Damian (Liggersdorf)

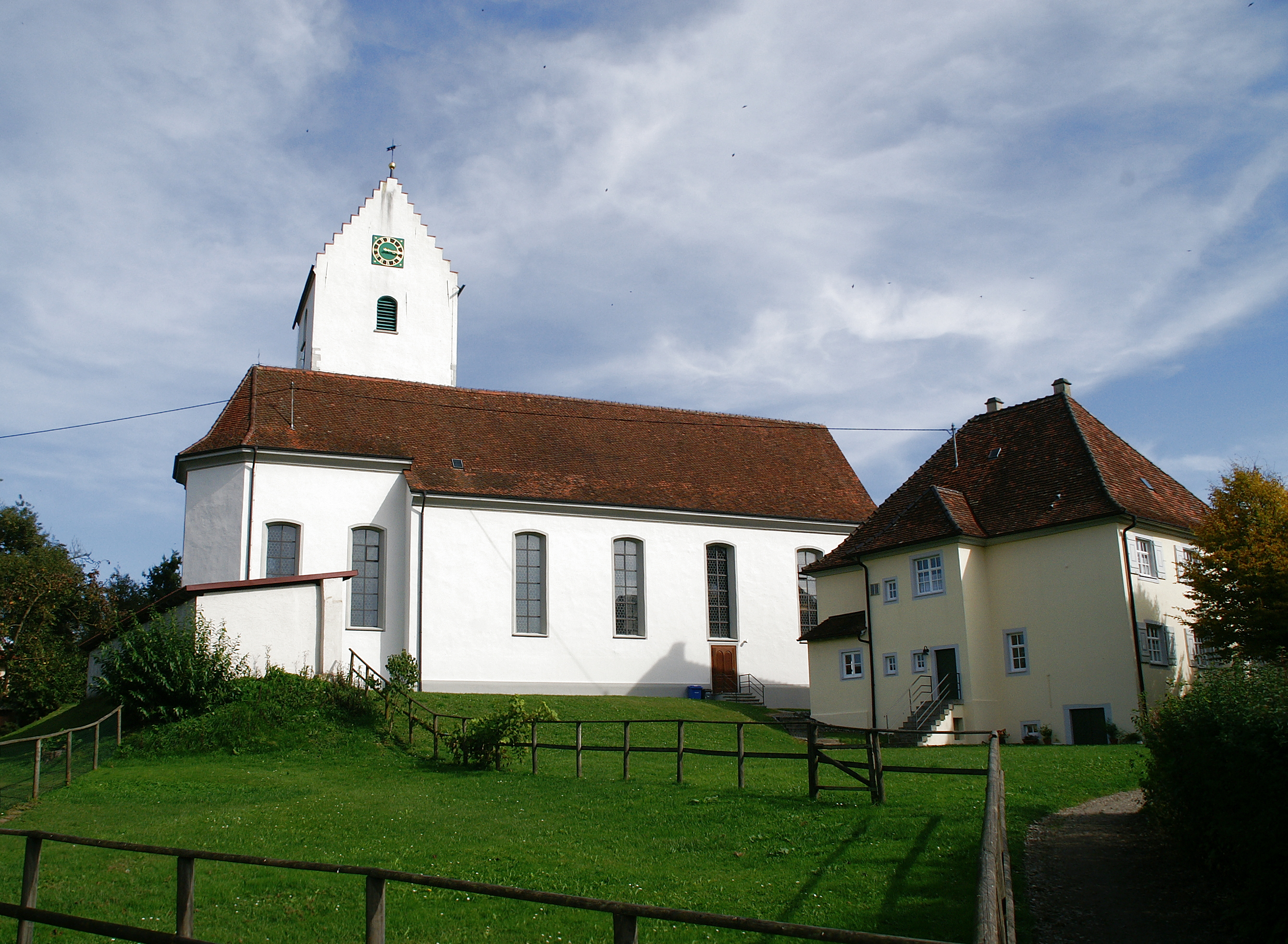
St. Cosmas und Damian in Liggersdorf

Die römisch-katholische Pfarrkirche St. Cosmas und Damian steht in Liggersdorf, einem Ortsteil der Gemeinde Hohenfels im Landkreis Konstanz in Baden-Württemberg. Die Kirchengemeinde gehört zum Erzbistum Freiburg. Das Bauwerk ist beim Landesamt für Denkmalpflege Baden-Württemberg als Baudenkmal eingetragen.

## Beschreibung
Die um 1710 erbaute Saalkirche aus verputzten Bruchsteinen besteht aus einem Langhaus, einem eingezogenen, dreiseitig geschlossenen Chor im Norden und einem Chorflankenturm an der Ostseite des Chors, der ursprünglich ein Chorturm des Vorgängerbaus aus dem 15. Jahrhundert war. Sein oberstes Geschoss beherbergt den Glockenstuhl, in dem fünf Kirchenglocken hängen. Er ist quer bedeckt mit einem Satteldach zwischen Staffelgiebeln, in denen sich die Zifferblätter der Turmuhr befinden. Der Innenraum des Langhauses ist mit einer Flachdecke überspannt, die mit Rocaille verziert ist. Die Deckenmalerei im Chor, eine Marienverehrung wurde 1788 ausgeführt. Das entsprechend dem Kirchenjahr auswechselbare Altarretabel des 1727 gebauten Hochaltars zeigt u. a. die Anbetung der Hirten, das Anton Sohn 1802 geschaffen hat. Von ihm stammt auch das 1803 entstandene Bild vom Abendmahl Jesu. Die Orgel wurde 2012 von Wolfram Stützle gebaut.
Die Kirche ist dem Patrozinium der beiden Heiligen Cosmas und Damian unterstellt.